# Olga Streltsova
Olga Streltsova, née le 25 février 1987 à Moscou, est une coureuse cycliste russe. Le 22 mai 2011, elle bat le record du monde du 500 mètres lancé, en 29 secondes 481. Elle l'améliore le 30 mai 2014 avec un temps de 29 secondes 234.

## Palmarès

### Championnats du monde
- Pruszków 2009
  - 8e de la vitesse par équipes
  - 15e du 500 mètres
  - 13e du keirin
  - Seizième de finale de la vitesse individuelle
- Copenhague 2010
  - 8e de la vitesse par équipes
  - 17e du 500 mètres
  - 24e de la vitesse individuelle
- Apeldoorn 2011
  - 8e du 500 mètres
  - 9e de la vitesse par équipes
- Minsk 2013
  - 15e de la vitesse individuelle
- Cali 2014
  - 16e de la vitesse individuelle

### Championnats d'Europe
| Juniors et espoirs - Pruszkow 2008 - Médaillée de bronze de la vitesse par équipes - Minsk 2009 - Médaillée d'argent de la vitesse individuelle - Médaillée d'argent de la vitesse par équipes - Médaillée de bronze du keirin | Élites - 2009 - Médaillée de bronze de l'omnium - Apeldoorn 2013 - Championne d'Europe de vitesse par équipes (avec Elena Brezhniva) |

### Championnats nationaux
- 2007
  -  Championne de Russie du 500 mètres
- 2011
  -  Championne de Russie du 500 mètres
  -  Championne de Russie de vitesse individuelle
  -  Championne de Russie de vitesse par équipes (avec Anastasiia Voinova)
- 2013
  -  Championne de Russie de vitesse par équipes (avec Elena Brezhniva)